# Harsleben
Harsleben est une commune allemande de l'arrondissement de Harz, Land de Saxe-Anhalt.

## Géographie
Harsleben se situe sur la Goldbach.
| Halberstadt |              |           |
|             | Harsleben    | Wegeleben |
| Thale       | Quedlinbourg |           |

Harsleben se trouve sur la Bundesstraße 79.

## Histoire
Harsleben est mentionné pour la première fois en 1136.

## Personnalités liées à la commune
- Alfred Freyberg (1882-1945), homme politique nazi

## Source, notes et références
- (de) Cet article est partiellement ou en totalité issu de l’article de Wikipédia en allemand intitulé « Harsleben » (voir la liste des auteurs).